# Инской (Черепановский район)
Инской — посёлок в Черепановском районе Новосибирской области. Входит в состав Пятилетского сельсовета.

## География
Площадь посёлка — 11 гектаров.

## Население
| 2002 | 2007 | 2010 |
| ---- | ---- | ---- |
| 201  | ↘190 | ↘185 |

## Инфраструктура
В посёлке по данным на 2007 год функционирует 1 учреждение здравоохранения.